# Loma de los Esquiveles
Loma de los Esquiveles är en ort i kommunen Ocoyoacac i delstaten Mexiko i Mexiko. Samhället hade 1 194 invånare vid folkräkningen år 2020.